# إيرفين بي. ناثان
إيرفين بي. ناثان (بالإنجليزية: Irvin B. Nathan)‏ هو محامي أمريكي، ولد في القرن العشرين في بالتيمور في الولايات المتحدة.